# Earl of Kilmorey

Wappen der Earls of Kilmorey

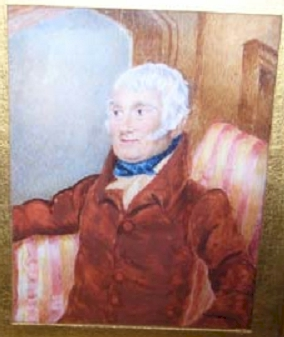
Francis Needham, 1. Earl of Kilmorey

Earl of Kilmorey ist ein erblicher britischer Adelstitel in der Peerage of Ireland.

## Verleihung und nachgeordnete Titel
Der Titel wurde am 5. Februar 1822 für den anglo-irischen General Francis Needham, 12. Viscount Kilmorey geschaffen. Zusammen mit der Earlswürde wurde ihm der nachgeordnete Titel Viscount Newry and Mourne, in the County of Down verliehen. Bereits 1818 hatte er von seinem älteren Bruder den fortan ebenfalls nachgeordneten Titel Viscount Kilmorey, in Queen’s County geerbt, der am 18. April 1625 für seinen Vorfahren Sir Robert Needham geschaffen worden war. Alle drei Titel gehören zur Peerage of Ireland. Der Titelerbe (Heir apparent) des jeweils amtierenden Earls führt den Höflichkeitstitel Viscount Newry and Mourne.

## Liste der Viscounts und Earls of Kilmorey

### Viscounts Kilmorey (1625)
- Robert Needham, 1. Viscount Kilmorey († 1631)
- Robert Needham, 2. Viscount Kilmorey († 1653)
- Robert Needham, 3. Viscount Kilmorey († 1657)
- Charles Needham, 4. Viscount Kilmorey († 1660)
- Robert Needham, 5. Viscount Kilmorey (1655–1668)
- Thomas Needham, 6. Viscount Kilmorey (um 1660–1687)
- Robert Needham, 7. Viscount Kilmorey (1683–1710)
- Robert Needham, 8. Viscount Kilmorey (1702–1717)
- Thomas Needham, 9. Viscount Kilmorey (1703–1768)
- John Needham, 10. Viscount Kilmorey (1711–1791)
- Robert Needham, 11. Viscount Kilmorey (1746–1818)
- Francis Needham, 12. Viscount Kilmorey (1748–1832) (1822 zum Earl of Kilmorey erhoben)

### Earls of Kilmorey (1822)
- Francis Needham, 1. Earl of Kilmorey (1748–1832)
- Francis Jack Needham, 2. Earl of Kilmorey (1787–1880)
- Francis Charles Needham, 3. Earl of Kilmorey (1842–1915)
- Francis Charles Adelbert Henry Needham, 4. Earl of Kilmorey (1883–1961)
- Francis Jack Richard Patrick Needham, 5. Earl of Kilmorey (1915–1977)
- Richard Francis Needham, 6. Earl of Kilmorey (* 1942)

Titelerbe (Heir Apparent) ist der Sohn des derzeitigen Titelinhabers, Robert Francis John Needham, Viscount Newry and Mourne (* 1966).